# Hamid Frangieh
Hamid Beik Frangieh (Frangié, arabisch حميد قبلان فرنجية Hamid Qublan Farandschiya; * 6. August 1907 in Zgharta; † 5. September 1981 in Beirut) war ein libanesischer christlich-maronitischer Politiker, Völkerrechtler, Diplomat und Staatsmann.

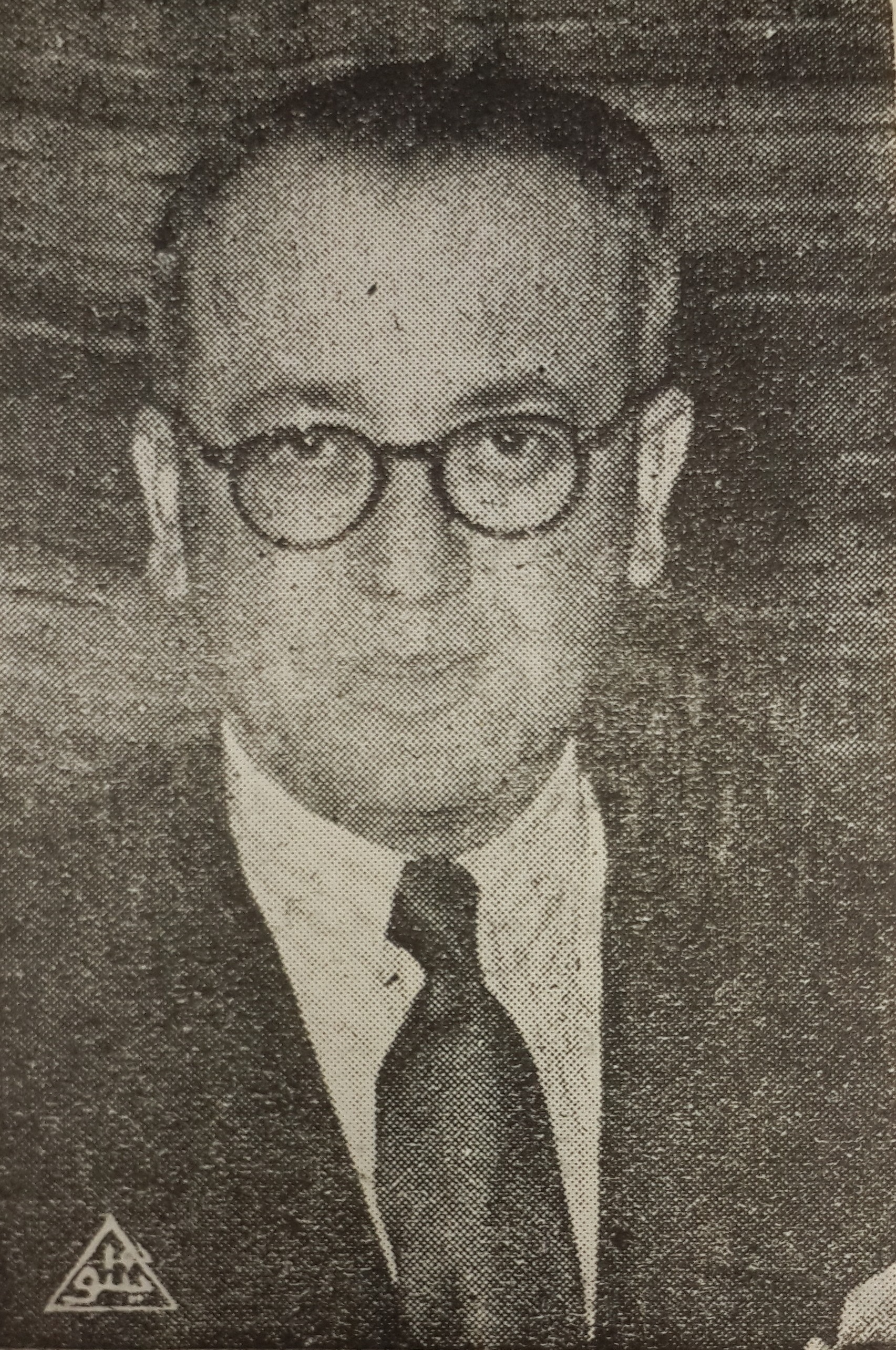
Hamid Frangieh

## Leben
Frangieh gehörte zu den Vätern der Unabhängigkeit der Republik Libanon. Mitglied eines der mächtigsten traditionellen Familienclans im Nordlibanon (Zgharta), wurde er bereits 1932 als 25-Jähriger unter der französischen Mandatsmacht in das libanesische Parlament gewählt, dem er bis zu seiner schweren Erkrankung 1957 ohne Unterbrechung angehörte. Er bekleidete mehrere Ministerämter und war von 1945 bis 1949 Außenminister. 
Unter der Regierung des prowestlichen Staatspräsidenten Camille Chamoun, dem er bei der Präsidentenwahl knapp unterlegen war, führte Hamid Frangieh innerhalb des christlichen Lagers die panarabisch orientierte und mit den Nasseristen sympathisierende Opposition an. Nach einer Hirnblutung musste er sich aus dem politischen Leben zurückziehen.
Sein Abgeordnetenmandat fiel seinem jüngeren Bruder Suleiman Frangieh zu, der mehrmals Minister und von 1970 bis 1976 libanesischer Staatspräsident war. Hamid Frangiehs Söhne sind der Soziologe und Autor Samir Frangieh und der Politologe und Kulturphilosoph Nabil Frangieh.